# Karmelietenkerk (Lviv)
De Karmelietenkerk (Oekraïens: костел кармелітів босих) of de Kerk van heilige Aartsengel Michaël (Храм святого Михаїла) is een architectonisch monument in de Oekraïense stad Lviv.

## Geschiedenis

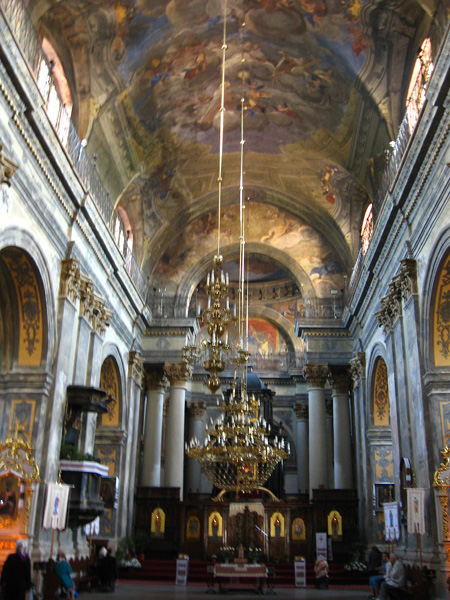
Interieur

De Lembergse Karmelietenkerk werd voor het eerst genoemd in 1634 als de kerk van het klooster van de Orde van de ongeschoeide Karmelieten. De locatie buiten de rand van de stad is de reden dat de kerk versterkt werd. De kerk wist de Turkse belegering in 1672 te doorstaan, maar werd in 1648 door de Kozakken geplunderd tijdens de Chmelnitski-opstand en in 1701 door de Zweden in de Grote Noordse Oorlog.
In 1748 was de kerk het toneel van een berucht duel ("monomachia") tussen de Karmelieten en hun buren, de Kapucijnen.
De voorgevel van de kerk werd in de 19e eeuw vernieuwd. Desondanks bleef veel van het oorspronkelijke ontwerp bewaard, dat wordt toegeschreven Jan Pokorowicz, een architect van lItaliaanse herkomst. Met name het 300 jaar oude altaar van zwart marmer en een aantal door Giuseppe Pedretti uitgevoerde fresco's uit de jaren 1730 zijn het vermelden waard.
In het kader van de religieuze hervormingen werden de ongeschoeide Karmelieten tijdens de regering van Jozef II uit het klooster gezet. De oude bewoners verhuisden naar een klooster te Zagórz en werden vervangen door geschoeide Karmelieten, die hier tot de Tweede Wereldoorlog zouden blijven wonen.
In 1991 werd de kerk overgedragen aan de Oekraïens Grieks-katholieke Kerk. De van 1871-1991 aan de Visitatie van de Heilige Maagd Maria gewijde kerk werd opnieuw gewijd ter ere van de aartsengel Michaël.  
Het klooster behoort toe aan de Studietenorde, een monastieke orde binnen de Grieks-katholieke kerk.